# Abapeba kochi
Abapeba kochi là một loài nhện trong họ Corinnidae.
Loài này thuộc chi Abapeba. Abapeba kochi được Alexander Petrunkevitch miêu tả năm 1911.